# Oostelijke zandskink
De oostelijke zandskink, ook wel Arabische zandskink (Scincus mitranus), is een hagedis uit de familie skinken (Scincidae).

## Naam en indeling
De wetenschappelijke naam van de soort werd voor het eerst voorgesteld door John Anderson in 1871. De soortaanduiding mitranus is een eerbetoon aan de Indiase archeoloog en antropoloog Babu Rajendralala Mitra (1824 – 1891).
Een andere benaming is zandvis, maar deze naam staat voor alle soorten uit het geslacht zandskinken (Scincus). De soort werd eerder beschreven onder andere namen zoals Scincus muscatensis, Scincus arabicus, Scincus richmondi en Scincus philbyi, maar deze namen worden beschouwd als verouderd.

## Uiterlijke kenmerken
De oostelijke zandskink heeft een cilindervormig lijf en wordt tot maximaal 21 centimeter lang inclusief de staart. De lichaamskleur is oranjebruin tot zandkleurig aan de bovenzijde, de buik is lichter tot wit van kleur. De schubben op met midden van de rug hebben aan de achterrand zwarte en witte vlekjes. De flanken zijn lichtbruin en hebben ongeveer tien vlekjes die op het midden uitgroeien tot verticale strepen, en de rug en poten zijn vaag gebandeerd met een donkere kleur. Deze soort heeft een zeer spitse en afgeplatte, wigvormige snuit die doet denken aan de snavel van een vogel. De poten zijn kort maar goed ontwikkeld. De vingers en tenen hebben aan de zijkanten uit-stekende schubben die het pootoppervlak vergroten bij het lopen over het zand.

## Verspreiding en habitat
De oostelijke zandskink komt voor in delen van het Midden-Oosten, in de landen Jemen, Koeweit, Oman, Pakistan, Qatar, Saoedi-Arabië en de Verenigde Arabische Emiraten. De skink leeft in droge en warme open gebieden, voornamelijk zandwoestijnen of verstuivingen. De habitat bestaat uit wat duin-achtige streken, een heuvelig en stenig landschap met slechts hier en daar dichte begroeiing en rotspartijen om zich te kunnen verstoppen. De hagedis is aangetroffen tot op een hoogte van ongeveer 1000 meter boven zeeniveau.
Door de internationale natuurbeschermingsorganisatie IUCN is de beschermingsstatus 'veilig' toegewezen (Least Concern of LC).

## Levenswijze
De skink kan zowel hard wegrennen als over het zand glijden en zich snel ingraven als er gevaar dreigt. Het voedsel bestaat uit allerlei geleedpotigen, vooral duizendpoten en kevers. Deze soort is levendbarend, de jongen komen direct ter wereld en hebben daarmee een voorsprong op andere soorten omdat de eitjes niet uit kunnen drogen of opgegeten door andere dieren.